# Century: Die Gewürzstraße
Century: Die Gewürzstraße (englischer Originaltitel: Century: Spice Road) ist ein Kartenspiel des Spieleautors Emerson Matsuuchi für bis zu fünf Personen aus dem Jahr 2017. Das Spiel erschien international als erstes Spiel des neu gegründeten kanadischen Verlags Plan B Games als erster Teil einer Trilogie von Century-Spielen.
2017 wurde es mit dem österreichischen Spielepreis Spiel der Spiele in der Rubrik „Spiele Hit mit Freunden“ ausgezeichnet. Im deutschsprachigen Raum wurde das Spiel über Abacusspiele vertrieben, mittlerweile ging der Vertrieb jedoch an Pegasus Spiele. International gibt es zahlreiche weitere Versionen mit jeweils eigenen Vertriebspartnern.

## Thema und Ausstattung
Bei dem Spiel handelt sich um ein Kartenspiel, bei dem die Mitspieler versuchen, über eine möglichst gute Kartenkombination, die im Rahmen eines Deck-Building aufgebaut wird, Gewürze zu ernten, gegen andere Gewürze zu handeln und schließlich mit möglichst hohem Gewinn zu verkaufen.

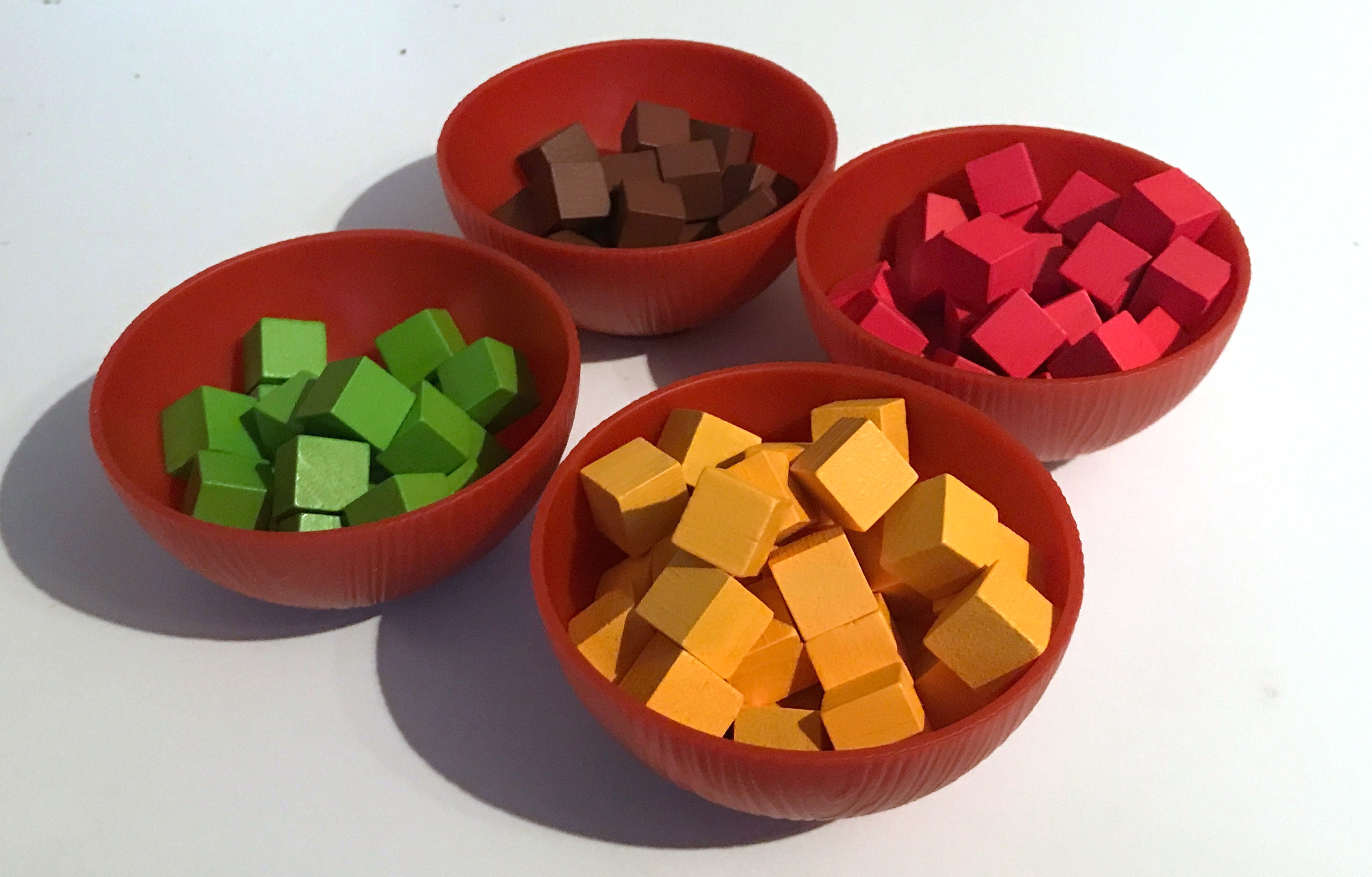
Gewürze aus dem Spiel Century: Die Gewürzstraße

Das Spielmaterial besteht neben der Spielanleitung aus:
- fünf Karawanenkarten mit jeweils zehn Ablageplätzen für Gewürze,
- jeweils zwei Startkarten für fünf Spieler (10 Startkarten),
- einem Kartensatz mit 43 Händlerkarten,
- einem Kartensatz mit 36 Punktekarten,
- 20 metallenen Gold- und Silbermünzen,
- vier Gewürzschalen und
- 105 Holzwürfeln (Gewürzen) in vier Farben für Kurkuma, Safran, Kardamom und Zimt.

## Spielweise
Zu Beginn des Spiels werden die Gewürzschälchen mit den verschiedenen Gewürzen gefüllt und aufsteigend von Kurkuma (gelb) über Safran (rot) und Kardamom (grün) bis Zimt (braun) aufgestellt. Die Händlerkarten und die Punktekarten werden gemischt und in der Tischmitte platziert. Von den Händlerkarten werden die ersten sechs Karten in einer Reihe aufgedeckt, von den Punktekarten die ersten fünf Karten. Oberhalb der zweiten Punktekarte werden die Silbermünzen abgelegt, die Goldmünzen kommen über die erste Punktekarte. Beide Kartenstapel werden als Nachziehstapel jeweils hinter die letzte aufgedeckte Karte abgelegt. Jeder Spieler bekommt eine Karawanenkarte sowie zwei Startkarten, abhängig von der Spielreihenfolge erhalten alle Spieler zudem einen Startbestand an Gewürzen.
Im Spiel spielen die Mitspieler reihum im Uhrzeigersinn beginnend mit einem Startspieler, der auf der Karawanenkarte ausgewiesen ist. Die Spieler können dabei pro Zug alternativ eine der folgenden Aktionen durchführen:
- eine Handkarte ausspielen und die darauf abgebildete Aktion durchführen,
- eine Händlerkarte erwerben,
- rasten bzw. aussetzen, um alle bereits gespielten Karten wieder auf die Hand zu nehmen,
- durch das Einlösen von Gewürzen eine Punktekarte nehmen.

Die Handkarten werden durch die beiden Startkarten und zusätzlich erworbene Händlerkarten gebildet. Diese ermöglichen verschiedene Aktionen, die durch Symbole auf den Karten angezeigt werden. Durch Gewürzkarten, auf denen jeweils Gewürze in einer oder mehreren Farben abgebildet sind, können Gewürze entsprechend der angegebenen Würfel genommen und auf der Karawanenkarte platziert werden. Umwandlungskarten, erkennbar an den farblosen Würfeln und dem nach oben gerichteten Pfeil, ermöglichen es, eine vorgegebene Anzahl von Gewürzen aufzuwerten. Durch Tauschkarten, auf denen farbige Würfel mit einem dazwischenliegenden Pfeil abgebildet sind, können Gewürze entsprechend den Vorgaben umgetauscht werden.
Um eine Händlerkarte aus der offenen Auslage zu bekommen, muss diese gekauft werden. Dabei ist ihre Position in der Auslage von Bedeutung: Auf jede Karte vor der gewünschten Karte muss der Spieler zum Kauf eines seiner Gewürze ablegen. Ein Spieler, der die erste Karte nehmen möchte, bezahlt dafür nichts und kann sich evtl. darauf liegende Gewürze nehmen. Die durch den Kauf entstandene Lücke wird durch das Aufschieben der folgenden Karten geschlossen und am Ende wird eine neue Karte vom Nachziehstapel aufgedeckt.

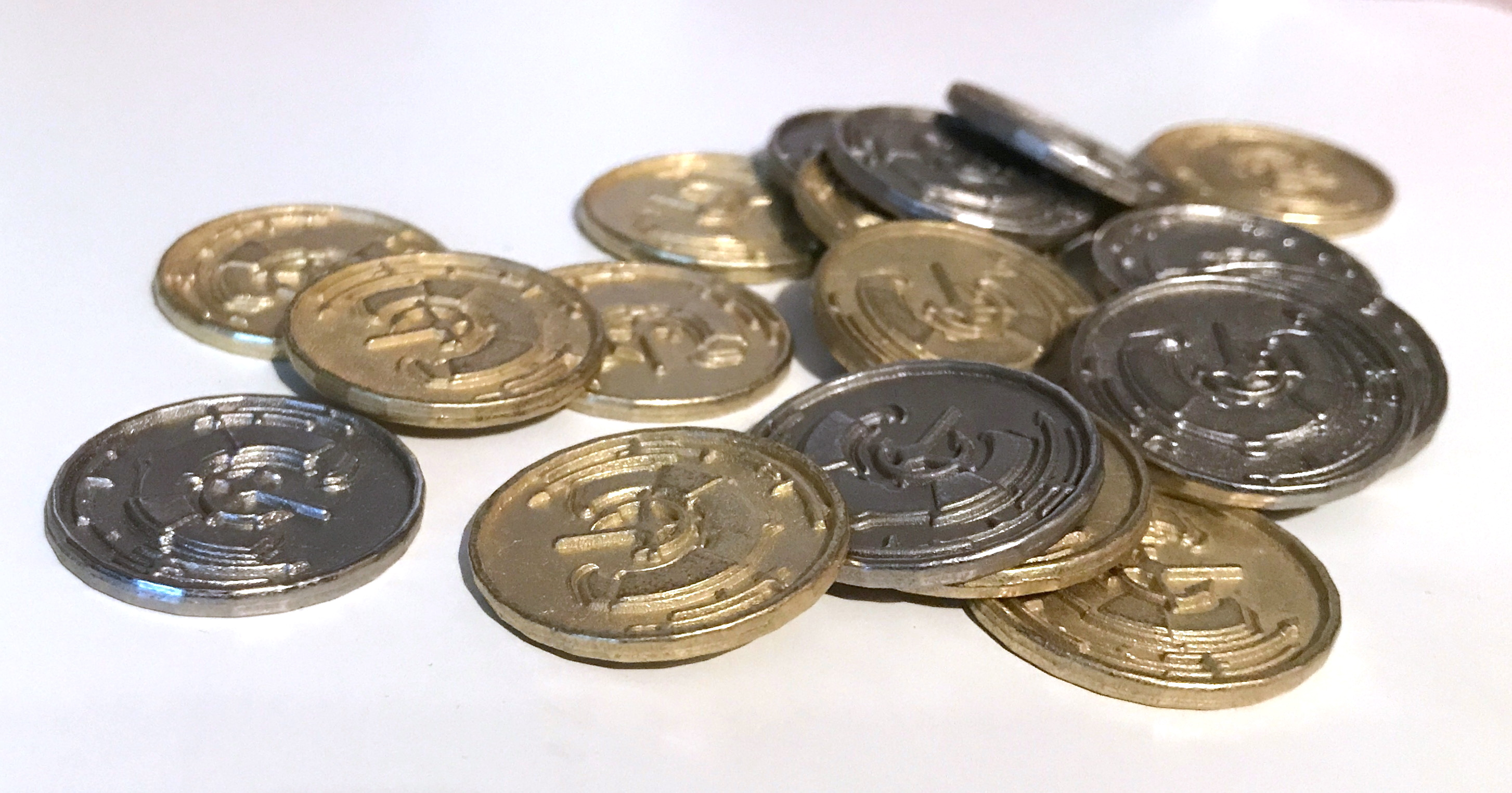
Münzen aus dem Spiel Century: Die Gewürzstraße

Punktekarten können erworben werden, wenn ein Spieler die auf der Karte angegebene Anzahl Gewürze bezahlt. Dieser kann sich dann die Karte nehmen und, wenn es eine der beiden ersten Karten ist, auch noch jeweils eine der darüber liegenden Münzen. Ist der Goldmünzenstapel auf der ersten Karte aufgebraucht, werden die Silbermünzen dorthin weitergeschoben. Die entstandene Lücke wird durch das Aufschieben der folgenden Karten geschlossen und am Ende wird auch hier eine neue Karte vom Nachziehstapel aufgedeckt.
Das Spiel endet nach der Runde, in der ein Spieler seine fünfte Punktekarte bzw. bei zwei oder drei Spielern seine sechste Punktekarte genommen hat. Danach zählt jeder Spieler seine Punkte von den Punktekarten zusammen und addiert für jede Silbermünze und für jedes noch auf der Karawane befindliche Gewürz mit Ausnahme von Kurkuma jeweils einen und für jede Goldmünze drei Punkte hinzu. Der Spieler mit den meisten Punkten gewinnt, bei einem Gleichstand gewinnt derjenige unter den Höchstplatzierten, der zuletzt am Zug war.

### Century: Golem Edition
Mit der Century: Golem Edition veröffentlichte Plan B eine thematisch überarbeitete Version von Century: Die Gewürzstraße, bei der es um den Handel von Kristallen in einer Fantasy-Welt namens Caravania geht. In dieser Version spielen die Mitspieler Händler, die die Handelsrouten der Golems bereisen und dabei Kristalle ernten, die sie in den Handel bringen. Der Spielmechanismus entspricht dem von Century: Die Gewürzstraße, das Spielmaterial ist allerdings an die Fantasy-Welt angepasst und statt der Holzwürfelchen werden Kristalle gehandelt. Die grafische Gestaltung dieser Version stammt von Justin Chan und Chris Quilliams.

### Bonus-Karten
Ebenfalls 2017 veröffentlichte Plan B ein Set von drei Bonus-Händler-Karten, mit deren Hilfe der Spieler einzelne bereits genutzte Karten wieder auf seine Hand nehmen kann.

## Entwicklung und Rezeption
Das Spiel Century: Die Gewürzstraße wurde von Emerson Matsuuchi, dem Geschäftsführer von Nazca Games unter dem Titel Spice Road entwickelt und sollte bei Nazca Games erscheinen. 2014 zeigt Matsuuchi den fertiggestellten Prototypen dem Leiter von Plaid Hat, Colby Dauch, und einigte sich mit diesem, es gemeinsam mit beiden Logos als Caravan zu veröffentlichen. Colby entwickelte die Idee, das Spiel unter zwei Themen mit der gleichen Spielmechanik zu veröffentlichen und den Spielern zu überlassen, mit welchem Thema sie spielen möchten. Kurz darauf wurde Plaid Hat von Z-man Games (F2Z entertainment) übernommen und Caravan an das Design von Z-Man angepasst, behielt jedoch die zwei Versionen. Caravan sollte zu den Internationalen Spieltagen 2016 in Essen erscheinen, kurz davor wurde Z-Man allerdings von Asmodee gekauft. Sophie Gravel, Leiterin von F2Z entertainment, widersprach einigen Punkten im Übernahmevertrag, um ihr eigenes Unternehmen aufbauen zu können. Sie behielt auch die Rechte an Caravan und gründete Plan B Games in Kanada. Die Idee der zwei Versionen von Caravan wurde erstmal aufgegeben, stattdessen wurde das Spiel unter dem Namen Century: Spice Road als erster Teil einer geplanten dreiteiligen Serie von jeweils eigenständigen und mit den anderen Spielen der Serie kombinierbaren Spielen in verschiedenen Sprachversionen aufgelegt. Illustratorin für das Spiel ist die chilenische Künstlerin Fernanda Suárez, die die Gestaltung für Caravan bei Plaid Hat machte und neben diesem die Spiele Winter der Toten und Ashes: Aufstieg der Phönixmagier gestaltete.
Das Spiel erschien als erstes Spiel des neu gegründeten Verlages in jeweils eigenen Ausgaben in englischer, deutscher, französischer, italienischer, ungarischer, niederländischer, chinesischer, koreanischer, polnischer und spanisch/portugiesischer Sprache und wird von verschiedenen Vertriebspartnern in den jeweiligen Ländern vertrieben. In Deutschland erschien das Spiel zur Nürnberger Spielwarenmesse 2017 und wurde im deutschsprachigen Raum über Abacusspiele vertrieben, der österreichische Verlag Piatnik vertreibt das Spiel in Ungarn. Mittlerweile ging der Vertrieb in Deutschland allerdings an Pegasus Spiele. Weitere Vertriebspartner sind Devir für die zweisprachige spanische und portugiesische Version, Asmodee für die niederländisch/französische und die italienische Version, Arclight für Japan, Cube Factory of Ideas für Polen, Broadway Toys LTD für China und Mandoo Games für Korea.
Im Erscheinungsjahr wurde das Spiel Century: Die Gewürzstraße gemeinsam mit den Spielen Fabelsaft und Microworld mit dem österreichischen Spielepreis Spiel der Spiele in der Rubrik „Spiele Hit mit Freunden“ ausgezeichnet sowie beim International Gamers Award nominiert.
Zur GenCon im August 2017 brachte Plan B zudem die Fantasy-Edition Century: Golem Edition mit Illustrationen von Justin Chan und Chris Quilliams heraus. Zusätzlich wurde ein Set mit Bonus-Karten für Century: Spice Road als Promotion-Material veröffentlicht.

## Belege
1. 1 2 3 4 5 6 7  Spielanleitung Century: Die Gewürzstraße (Seite nicht mehr abrufbar, festgestellt im Oktober 2022. Suche in Webarchiven)  Info: Der Link wurde automatisch als defekt markiert. Bitte prüfe den Link gemäß Anleitung und entferne dann diesen Hinweis.
2. 1 2  Century: Golem Edition in der Spieledatenbank BoardGameGeek (englisch); abgerufen am 18. September 2017.
3. 1 2  Century: Spice Road – Bonus Cards in der Spieledatenbank BoardGameGeek (englisch); abgerufen am 18. September 2017.
4. ↑  Martyn Poole: Emerson Matsuuchi – Century: Spice Road Q&A. Interview mit Emerson Matsuuchi, 9. August 2017; abgerufen am 20. September 2017.
5. ↑  Century: Spice Road auf der Website der Illustratorin Fernanda Suárez; abgerufen am 20. September 2017.
6. ↑  Neu im Vertrieb von Abacusspiele: Century: Die Gewürzstraße. (Memento des Originals vom 15. September 2017 im Internet Archive)  Info: Der Archivlink wurde automatisch eingesetzt und noch nicht geprüft. Bitte prüfe Original- und Archivlink gemäß Anleitung und entferne dann diesen Hinweis. Pressemitteilung vom 24. Januar 2017; abgerufen am 18. September 2017.
7. ↑  Versionen von Century: Die Gewürzstraße in der Spieledatenbank BoardGameGeek (englisch); abgerufen am 18. September 2017.
8. ↑  Die ausgezeichneten Spiele 2017 beim österreichischen Spielepreis Spiel der Spiele; abgerufen am 19. September 2017.
9. ↑  2017 Nominees (Memento des Originals vom 22. September 2017 im Internet Archive)  Info: Der Archivlink wurde automatisch eingesetzt und noch nicht geprüft. Bitte prüfe Original- und Archivlink gemäß Anleitung und entferne dann diesen Hinweis. zum International Gamers Award; abgerufen am 19. September 2017.
10. ↑  We Heard You! Century: Golem edition releasing at GenCon 2017! (Memento des Originals vom 30. September 2020 im Internet Archive)  Info: Der Archivlink wurde automatisch eingesetzt und noch nicht geprüft. Bitte prüfe Original- und Archivlink gemäß Anleitung und entferne dann diesen Hinweis. Pressemitteilung von Plan B Games; abgerufen am 19. September 2017.
11. ↑  Century: Golem Edition in der Spieledatenbank BoardGameGeek (englisch); abgerufen am 21. September 2017.